# メガキャスト
メガキャストとは、型締め力の大きなダイカストマシン（ギガプレス）を使って、自動車の金属製部品を成形する技術および製造した製品、部品。2010年代にアメリカ合衆国の新興自動車メーカーテスラが開発した。2023年には、トヨタ自動車が同技術を発展させたギガキャストを発表したことから、日本国内では両者が混用されている。

## 歴史
2010年代、テスラのイーロン・マスク最高経営責任者は、電気自動車テスラ・モデル3のアンダーボディーの複雑な造り方を問題視。「玩具のクルマのように」もっと簡素に造れないかと考えて、大きなダイカストマシンで成形する発想を思いついた。この方法を実現するためにイタリアのイドラ社が、この構想を実現する6000tfのダイカストマシン（ギガプレス）を開発・製造してテスラに提供。テスラは、テスラ・モデルYのリアアンダーボディー、フロントアンダーボディーをギガプレスにより製造し、モデル3では171点もあった部品点数をわずか2点に減らすことに成功した。
その後、ダイカストマシンの使用については、自動車メーカー各社で採用が続くも、徐々に適正化（後述）が進んだ。テスラ自身も、2025年4月に納車を開始したモデルYのマイナーチェンジモデルにおいて、ギガプレスによる骨格製造を車体後部のみに限り、前部は鋼板のプレス部品などからなる骨格に切り替えた。

## 発展
2023年、トヨタはギガキャストを発表する中で、プレス部品数十点をアルミダイキャストで一体化することで部品点数を大幅に削減できること。また、組み立て中の車両が自走するラインでコンベヤーや自動搬送車を不要もしくは縮小できることで工場内のレイアウト変更の自由度を格段に向上できること。さらに、これらの要素技術の採用や工場設計へのデジタル技術の導入で、量産車の生産準備期間・生産工程・工場投資などを従来の1/2にすることを可能にすることを説明した。

## 課題

### 衝突安全性
複数の部品で構成されていた部分を1つの鋳造物に置き換えるため、衝突安全基準を確保するための新たな部品設計技術が必要となる。メガキャストで製造する部品自体の剛性は確保できるものの、従来、自動車の衝突時に非常に多数の部品同士が変形、歪みを生じさせながら衝撃を吸収していたところを、一つの部品の各部を座屈させながら衝撃を吸収させることを検討しなければならない。加えて、アルミニウムの鋳造部品は、部位ごとに板厚をミリ単位で厚くしたり薄くしたりする制御は難しく、新たな知識や経験を必要とする。

### 設備や部品の適正化
大型部品を鋳造する上で必要な金型は、定期的（頻度が高い企業では1日に1回）に補修を行うため交換する必要が生じる。型締め力が9000tfのダイカストマシンの場合、質量は100tほどにも達するため、初めから重い金型を取り外したり搬送したりすることを想定した製造ライン、生産体制を組む必要が生じる。
本田技研は、大型ダイカストマシンによる製造の優位性を認めつつも消費電力の少なさ、設備の大きさ、運搬や修理の容易さなどのポイントをあげ、単に部品の規模を大きくするだけではなく、最適な規模での生産性向上を狙う必要があるとし、2024年の時点では、あえてメガキャストの範囲にとどめていることを説明している。